# Бенева
Бенева́ — село в Україні, у Золотниківській сільській громаді Тернопільського району Тернопільської області. До  вересня 2015  адміністративний центр колишньої Бенівської сільської ради .Від вересня 2015 року ввійшло у склад Золотниківської сільської громади. Населення: 374 особи (2001)..
Поштове відділення — Семиківське.

## Історія
Перша письмова згадка відноситься до 1504 року.
На карті від 1665 «Russie noire», автор Nicolas Sanson, позначене як досить великий населений пункт на кордонні між «Чорною Руссю» та Поділлям.
1 серпня 1934 р. внаслідок адміністративної реформи село включене до новоствореної у Підгаєцькому повіті об'єднаної сільської гміни Семиківці.
До 1939 року діяли українські товариства «Сокіл» та «Просвіта».
До села Бенева було приєднано хутір Зади, а потім і хутір Вивали.
12 червня 2020 року, відповідно до розпорядження Кабінету Міністрів України № 724-р «Про визначення адміністративних центрів та затвердження територій територіальних громад Тернопільської області» увійшло до складу Золотниківської сільської громади.
19 липня 2020 року, в результаті адміністративно-територіальної реформи та ліквідації Теребовлянського району, село увійшло до складу Тернопільського району.

## Політика

### Парламентські вибори, 2019
На позачергових парламентських виборах 2019 року у селі функціонувала окрема виборча дільниця № 610815, розташована у приміщенні клубу.
Результати
- зареєстровано 217 виборців, явка 75,58%, найбільше голосів віддано за Всеукраїнське об'єднання «Батьківщина» — 20,25%, за «Слугу народу» і «Європейську Солідарність» — по 16,56%.[6] В одномандатному окрузі найбільше голосів отримав Микола Люшняк (самовисування) — 46,84%, за Володимира Бліхаря (Всеукраїнське об'єднання «Батьківщина») — 22,15%, за Романа Василіцького (Об'єднання «Самопоміч») — 8,86%[7].

## Освіта
У Беневі діє загальноосвітня школа І-ІІІ ступенів, бібліотека.

## Пам'ятки
- кам'яна церква Пресвятої Трійці, споруджена у 1927 році
- памʼятний хрест на честь скасування панщини (1848), який відновлено 1990 року
- насипано символічну могилу Українським Січовим Стрільцям у 1990 році
- пам'ятник 1970 року воїнам-односельцям, полеглим у німецько-радянській війні.

## Відомі люди

### Народилися
- Теодор Хмурич — композитор, хоровий диригент.
- Дан-Богдан Чопик — поет, літературознавець[8]
- Михайло Содомора — селянин, український громадсько-політичний діяч, посол до Галицького Сейму 1908—1913 років, делегат Української Національної Ради ЗУНР від Підгаєцького повіту.
- Юрій Дякунчак — поручник УГА, адвокат, доктор права, громадський діяч. Помер в 1963 р. у м. Торонто (Канада).[9]
- Галина Денега  — український живописець, письменниця.
- Фаріон Василь Миронович - приватний підприємець, громадський діяч

## Галерея

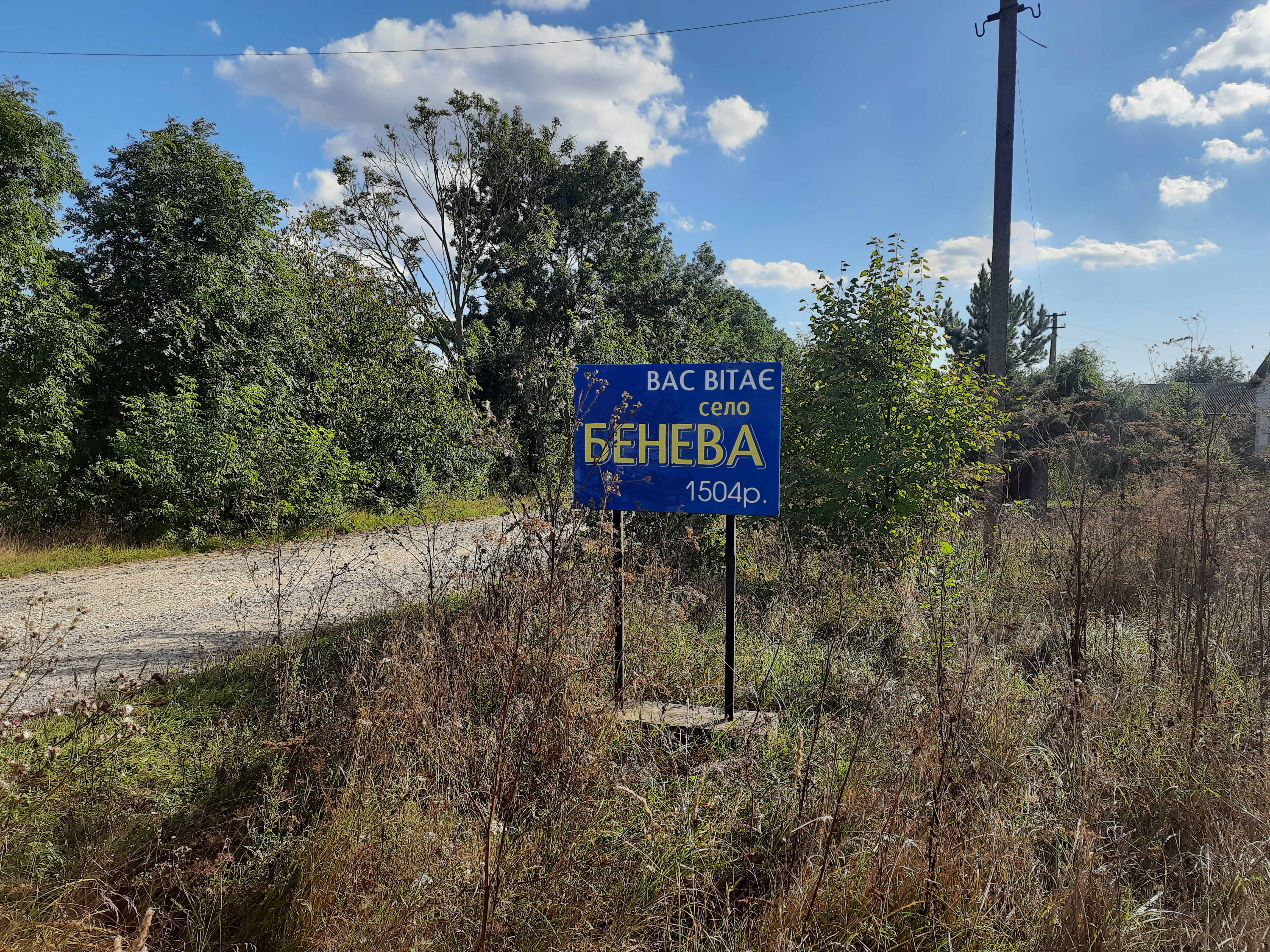
Знак при в'їзді в село
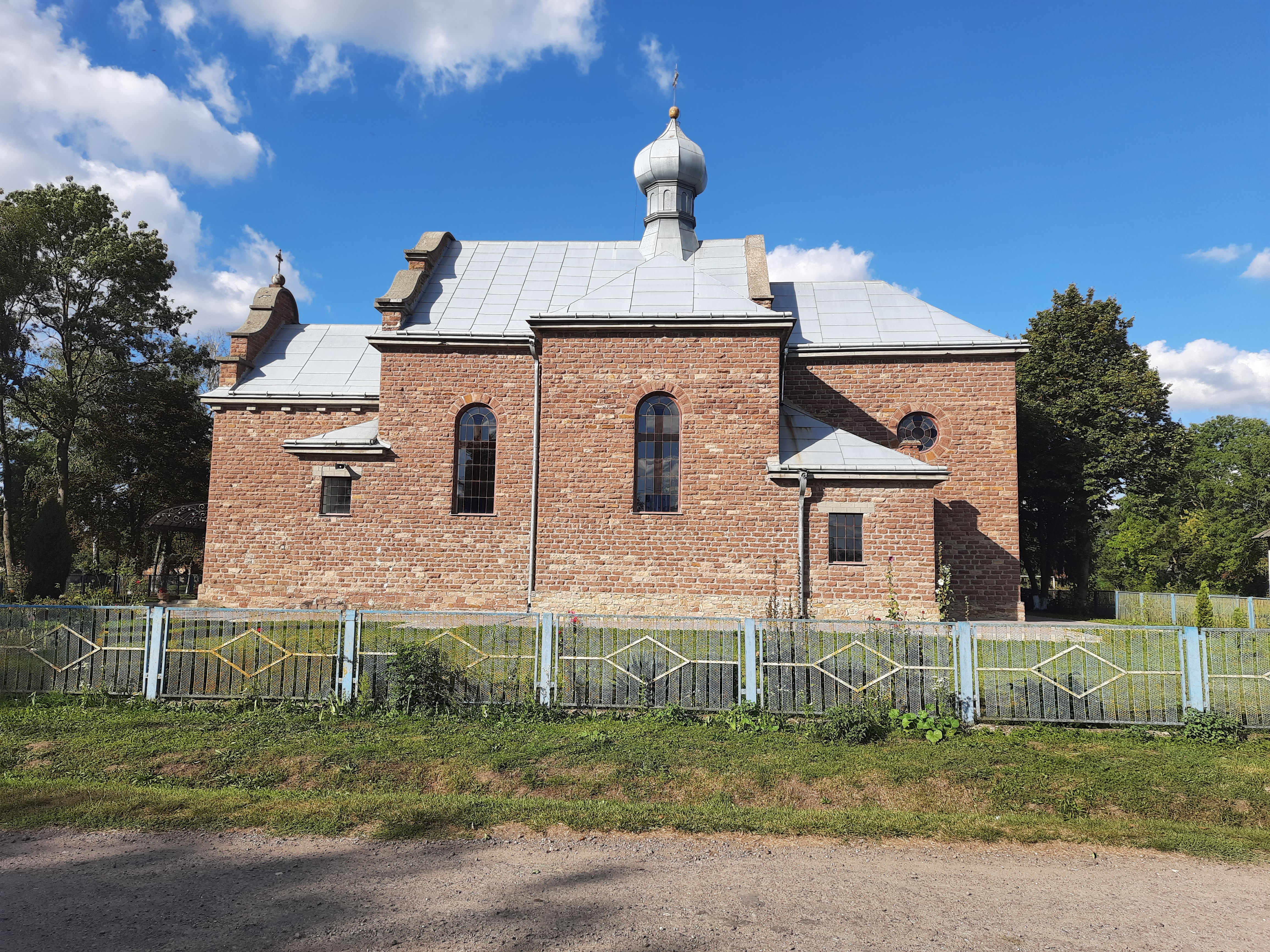
Церква Пресвятої Трійці (1927р. )
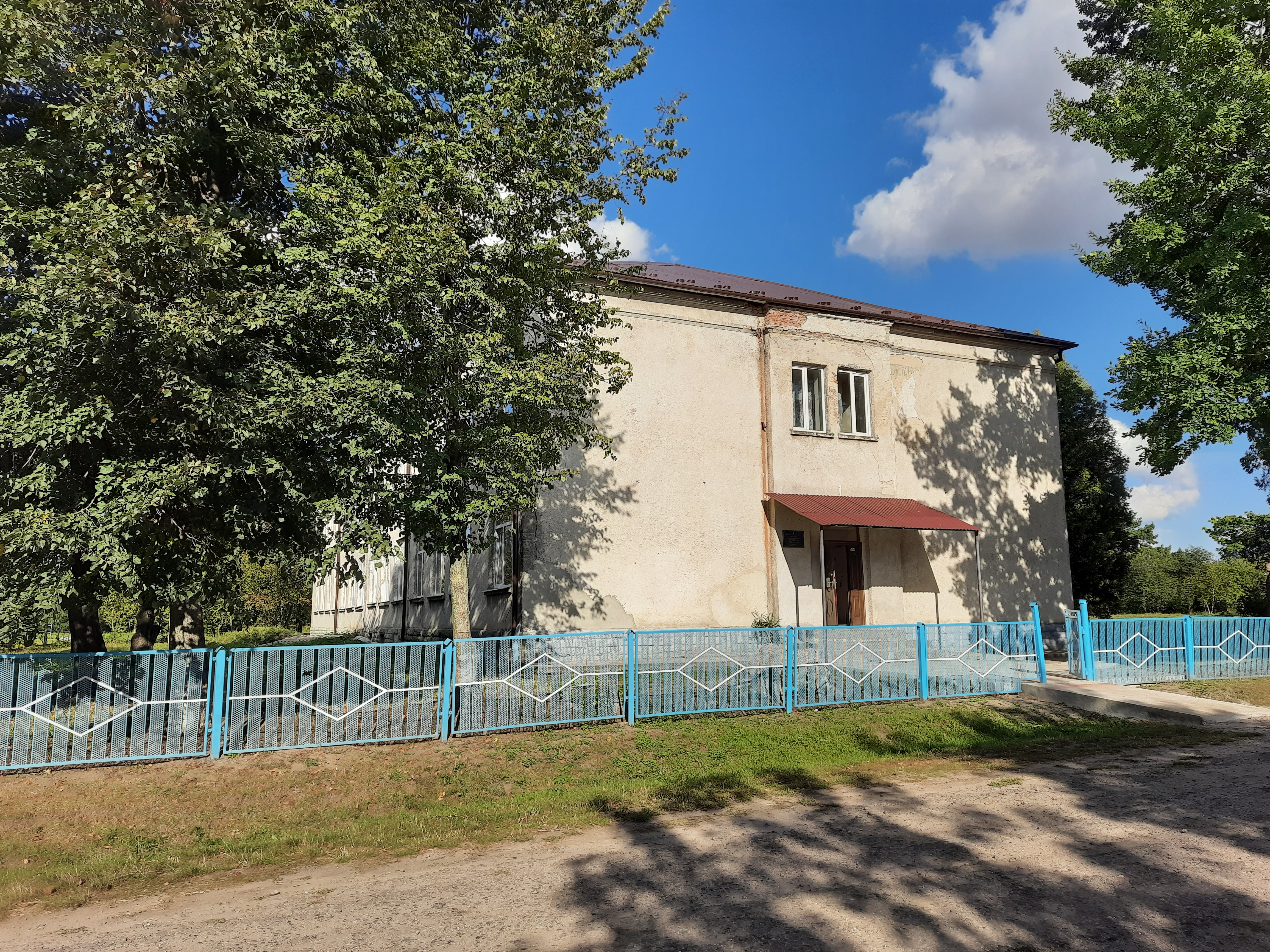
Школа
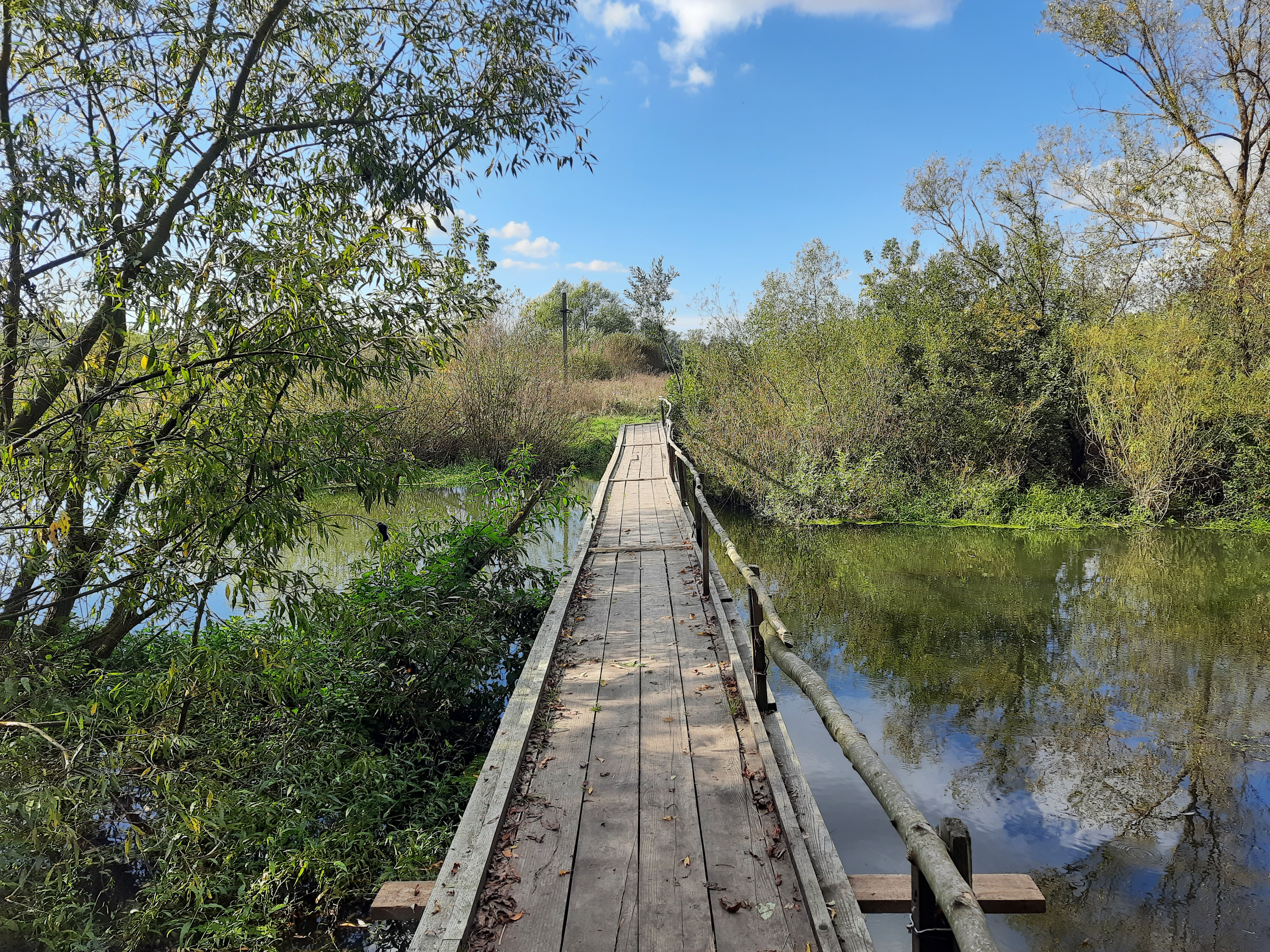
Кладка через річку Стрипа
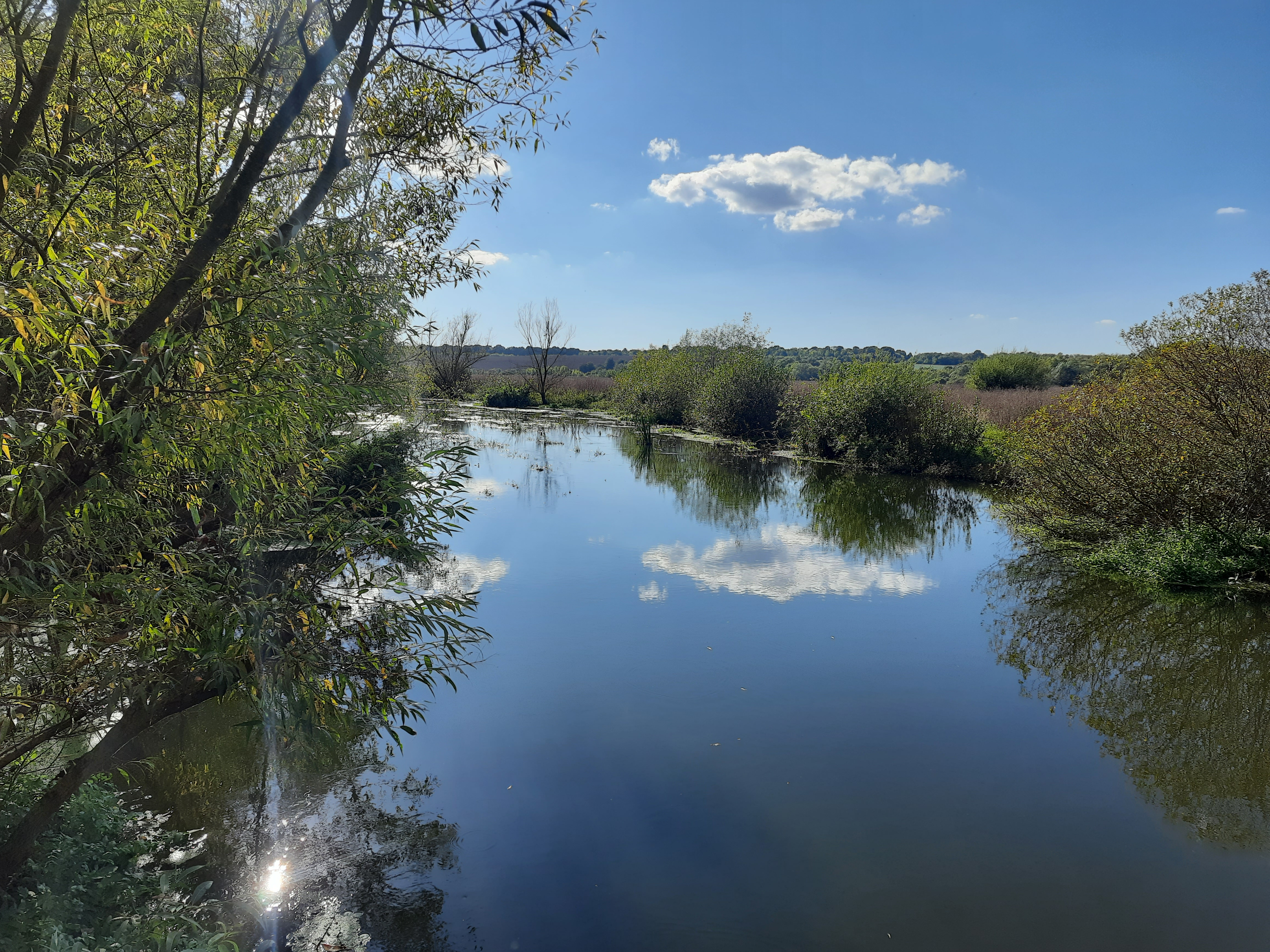
Річка Стрипа біля села